# Versailles (série de televisão)
Versailles é uma série de televisão francesa de ficção histórica e drama biográfico que se passa durante a construção do Palácio de Versalhes no reinado de Luís XIV no século XVII, em 1667. Estreou em 16 de novembro de 2015 no Canal+ em França, Super Channel no Canadá, e em maio de 2016 na BBC2 no Reino Unido, 1 de outubro de 2016 no canal Ovation nos Estados Unidos e 26 de maio de 2017 no canal a cabo GNT no Brasil, e foi exibido pela RTP em Portugal. Atualmente a primeira, a segunda e a terceira temporada estão no catálogo da Netflix.
A primeira temporada de Versailles recebeu críticas mistas. No Metacritic tem uma nota 55 de 100 baseado em 6 avaliações, e uma classificação de 88 no Rotten Tomatoes, com uma pontuação média de 6,1 fora de 10, com base em 8 avaliações.
A série foi renovada a uma segunda temporada antes da estreia da primeira. As filmagens da segunda temporada começaram em fevereiro de 2016; a história acontece quatro anos após da primeira temporada. A segunda temporada estreou em 27 de março de 2017 na França, 21 de abril no Reino Unido e 5 de setembro de 2017 no Brasil. Em algum ponto após a conclusão da primeira temporada, o Super Channel perdeu os direitos de transmissão canadense da série. Posteriormente, a The Movie Network pegou esses direitos e começou a exibir as repetições da primeira temporada.
Em 14 de setembro de 2016, o produtor Claude Chelli confirmou que Versailles tinha sido renovada a uma terceira temporada, que começaria a ser filmada em abril de 2017.
Em 11 de maio de 2017, a conta oficial do Instagram do Château de Vaux-le-Vicomte publicou fotos das filmagens da 3ª temporada.

## Premissa
Palácio de Versalhes, 1667. Assombrada pelo trauma da Fronda, quando os nobres de sua corte começam a se revelar contra a monarquia, o rei Luís XIV, de 28 anos, da França e Navarra (George Blagden), em um movimento político maquiavélico, decide fazer a nobreza se submeter impondo uma mudança definitiva da corte de Paris para Versalhes, o antigo alojamento de caça de seu pai. Atraídos pelo "convite" do rei, os nobres de Paris, gradualmente, veem o castelo como uma prisão dourada, e logo até os mais humildes cortesãos do rei começam a mostrar sua crueldade à medida que as intrigas e segredos, manobras políticas e guerras se desenrolam para revelar Versalhes em toda a sua glória e brutalidade.

## Elenco
- George Blagden como o rei Luís XIV de França.
- Alexander Vlahos como Monsieur Filipe I, Duque de Orléans, irmão do rei.
- Tygh Runyan como Fabien Marchal
- Stuart Bowman como Alexandre Bontemps, valete do rei.
- Joe Sheridan como François-Michel le Tellier, marquês de Louvois
- Amira Casar como Béatrice, Madame de Clermont (temporada 1).
- Evan Williams (ator) como Chevalier de Lorraine, amante do duque de Orléans.
- Noémie Schmidt como Henriqueta da Inglaterra (principal: temporada 1; convidada: temporada 2).
- Anna Brewster como Françoise-Athénaïs, Marquesa de Montespan, amante do rei.
- Sarah Winter como Louise de La Vallière (temporada 1).
- Suzanne Clément como Madame Agathe (temporada 2).[10]
- Catherine Walker como Madame Scarron/ Madame de Maintenon (temporada 2).
- Elisa Lasowski como Maria Teresa da Espanha, rainha da França (principal: temporada 2; recorrente: temporada 1).
- Maddison Jaizani como Sophie (principal: temporada 2; recorrente: temporada 1).
- Jessica Clark (temporada 2) como Isabel Carlota do Palatinado.
- Pip Torrens como Cassel (principal: temporada 2; recorrente: temporafa 1)
- Harry Hadden-Paton como Gaston de Foix (season 2).[11]
- Greta Scacchi como Madeleine de Foix (temporada 2).

### Recorrente
- Lizzie Brocheré como Claudine.
- Steve Cumyn como Jean-Baptiste Colbert.
- Gilly Gilchrist como Jacques.
- Dominique Blanc como Ana da Áustria.
- Geoffrey Bateman como Jacques-Bénigne Bossuet.
- Thierry Harcourt como André Le Nôtre.
- Anatole Taubman como Montcourt.
- Alexis Michalik como Louis de Rohan Guémené.
- George Webster como Guilherme de Orange.
- Mark Rendall como Thomas Beaumont.
- Ned Dennehy como o padre Etienne.
- James Joint como o padre Pascal.

## Episódios

### Resumo
| Temporadas | Temporadas | Espisódios | Exibição original      | Exibição original      |
| Temporadas | Temporadas | Espisódios | Estreia da temporada   | Final da temporada     |
| ---------- | ---------- | ---------- | ---------------------- | ---------------------- |
| 🟨         | 1          | 10         | 16 de novembro de 2015 | 14 de dezembro de 2015 |
| 🟥         | 2          | 10         | 27 de março de 2017    | 24 de abril de 2017    |
| 🟧         | 3          | 10         | 23 de abril de 2018    | 20 de maio de 2018     |

### 1.ª temporada (2015)
| N.º na série | N.º na temp. | Título                                                                                                 | Dirigido por      | Escrito por                                                                                | Exibição original      |
| ------------ | ------------ | --- | ----------------- | ------------------------------------------------------------------------------------------ | ---------------------- |
| 1            | 1            | "Un roi sans château n'a rien d'un vrai roi" "Bem-Vindo à Versailles"                                  | Jalil Lespert     | História por : Simon Mirren & David Wolstencroft e Andre Jacquemetton & Maria Jacquemetton | 16 de novembro de 2015 |
| 2            | 2            | "L'État c'est moi" "Eu sou o Estado"                                                                   | Jalil Lespert     | Simon Mirren & David Wolstencroft                                                          | 16 de novembro de 2015 |
| 3            | 3            | "Il est temps que la noblesse réplique" "Espelho para Príncepes"                                       | Christoph Schrewe | Simon Mirren & David Wolstencroft                                                          | 23 de novembro de 2015 |
| 4            | 4            | "Demain j'aurai bien plus de choses en commun avec mon ennemi qu'avec mon propre frère" "A Estrada"    | Christoph Schrewe | Simon Mirren & David Wolstencroft                                                          | 23 de novembro de 2015 |
| 5            | 5            | "La guerre fait toujours rage en toi, dis-lui "Halte"" "Curve para o Seu Rei"                          | Christoph Schrewe | Sasha Hails                                                                                | 30 de novembro de 2015 |
| 6            | 6            | "Ce n'est pas un enfant que tu lui donnes, c'est un bâton avec lequel il nous frappera" "Inválidos"    | Thomas Vincent    | História por : Sasha Hails Roteiro por : Andrew Bampfield                                  | 30 de novembro de 2015 |
| 7            | 7            | "La maladie du Roi empire, c'est maintenant qu'il faut agir" "Revelações"                              | Thomas Vincent    | História por : Sasha Hails Roteiro por : Simon Mirren & David Wolstencroft                 | 7 de dezembro de 2015  |
| 8            | 8            | "Ton palais de rêve est en train de devenir un paradis du complot" "Diplomacia"                        | Daniel Roby       | Andrew Bampfield                                                                           | 7 de dezembro de 2015  |
| 9            | 9            | "Des forces beaucoup plus puissantes et déterminées continuent de chercher à nous détruire" "Etiqueta" | Daniel Roby       | Andrew Bampfield                                                                           | 14 de dezembro de 2015 |
| 10           | 10           | "Laissez-moi sentir le soleil sur ma peau" "Traga o Jardim Aqui"                                       | Daniel Roby       | Simon Mirren & David Wolstencroft                                                          | 14 de dezembro de 2015 |

### 2.ª temporada (2017)
| N.º na série | N.º na temp. | Título                                                       | Dirigido por    | Escrito por                                                                       | Exibição original   |
| ------------ | ------------ | ------------------------------------------------------------ | --------------- | --------------------------------------------------------------------------------- | ------------------- |
| 11           | 1            | "Labyrinthe" "O Labirinto"                                   | Thomas Vincent  | História por : Simon Mirren & David Wolstencroft Roteiro por : David Wolstencroft | 27 de março de 2017 |
| 12           | 2            | "Un murmure doux et léger" "Uma Voz Ainda Pequena"           | Thomas Vincent  | David Wolstencroft                                                                | 27 de março de 2017 |
| 13           | 3            | "Quis Custodiet Ipsos Custodes?" "Quem Vigia os Vigilantes?" | Thomas Vincent  | Andrew Bampfield                                                                  | 3 de abril de 2017  |
| 14           | 4            | "Miasme" "Miasma"                                            | Thomas Vincent  | Andrew Bampfield                                                                  | 3 de abril de 2017  |
| 15           | 5            | "Guerre et paix" "Guerra e Paz"                              | Mike Barker     | Andrew Bampfield & David Wolstencroft                                             | 10 de abril de 2017 |
| 16           | 6            | "Les Sables du temps" "As Areias do Tempo"                   | Mike Barker     | Tim Loane                                                                         | 10 de abril de 2017 |
| 17           | 7            | "Une nuit" "Uma Noite"                                       | Mike Barker     | Andrew Bampfield                                                                  | 17 de abril de 2017 |
| 18           | 8            | "Le nouveau régime" "O Novo Regime"                          | Louis Choquette | Andrew Bampfield                                                                  | 17 de abril de 2017 |
| 19           | 9            | "Sept Ombres" "Sete Sombras"                                 | Louis Choquette | Tim Loane                                                                         | 24 de abril de 2017 |
| 20           | 10           | "De pierres et de sang" "De Sangue e Pedra"                  | Louis Choquette | Andrew Bampfield & Tim Loane                                                      | 24 de abril de 2017 |

### 3.ª temporada (2018)
| N.º na série | N.º na temp. | Título                                              | Dirigido por      | Escrito por                                                                | Exibição original   |
| ------------ | ------------ | --------------------------------------------------- | ----------------- | -------------------------------------------------------------------------- | ------------------- |
| 21           | 1            | "Miroirs et fumée" "Fumaça e Espelhos"              | Richard Clark     | História por : Andrew Bampfield & Tim Loane Roteiro por : Tim Loane        | 23 de abril de 2018 |
| 22           | 2            | "Question de confiance" "Questão de Confiança"      | Richard Clark     | História por : Andrew Bampfield & Tim Loane Roteiro por : Andrew Bampfield | 23 de abril de 2018 |
| 23           | 3            | "La vérité éclatera" "A Verdade Explodirá"          | Richard Clark     | História por : Andrew Bampfield & Tim Loane Roteiro por : Martha Hillier   | 30 de abril de 2018 |
| 24           | 4            | "Crime et châtiment" "Crime e Castigo"              | Richard Clark     | História por : Andrew Bampfield & Tim Loane Roteiro por : Steve Bailie     | 30 de abril de 2018 |
| 25           | 5            | "L'au-delà" "Vida Pós-Morte"                        | Edward Bazalgette | História por : Andrew Bampfield & Tim Loane Roteiro por : Tim Loane        | 7 de maio de 2018   |
| 26           | 6            | "La roue de la fortune" "A Roda da Fortuna"         | Edward Bazalgette | História por : Andrew Bampfield & Tim Loane Roteiro por : Andrew Bampfield | 7 de maio de 2018   |
| 27           | 7            | "Le livre des révélations" "O Livro das Revelações" | Edward Bazalgette | História por : Andrew Bampfield & Tim Loane Roteiro por : Martha Hillier   | 14 de maio de 2018  |
| 28           | 8            | "Des hommes et des dieux" "Homens e Deus"           | Peter Van Hees    | História por : Andrew Bampfield & Tim Loane Roteiro por : Steve Bailie     | 14 de maio de 2018  |
| 29           | 9            | "La poudrière" "Barril de Pólvora"                  | Peter Van Hees    | História por : Andrew Bampfield & Tim Loane Roteiro por : Tim Loane        | 21 de maio de 2018  |
| 30           | 10           | "L'héritage" "O Legado"                             | Peter Van Hees    | História por : Andrew Bampfield & Tim Loane Roteiro por : Andrew Bampfield | 21 de maio de 2018  |

## Locais de filmagem
Além do Palácio de Versalhes, muitos outros castelos foram filmados para a representação de Versalhes inacabado, incluindo:
- Os jardins do Castelo de Champs-sur-Marne
- O Castelo de Janvry
- O Castelo de Lésigny
- O Castelo de Maisons-Laffitte (foto abaixo)
- O Castelo de Pierrefonds (foto abaixo) usado como as salas do castelo
- O Castelo de Sceaux
- O Castelo de Vaux-le-Vicomte (foto abaixo)
- O Castelo de Vigny
- A comuna de Rambouillet

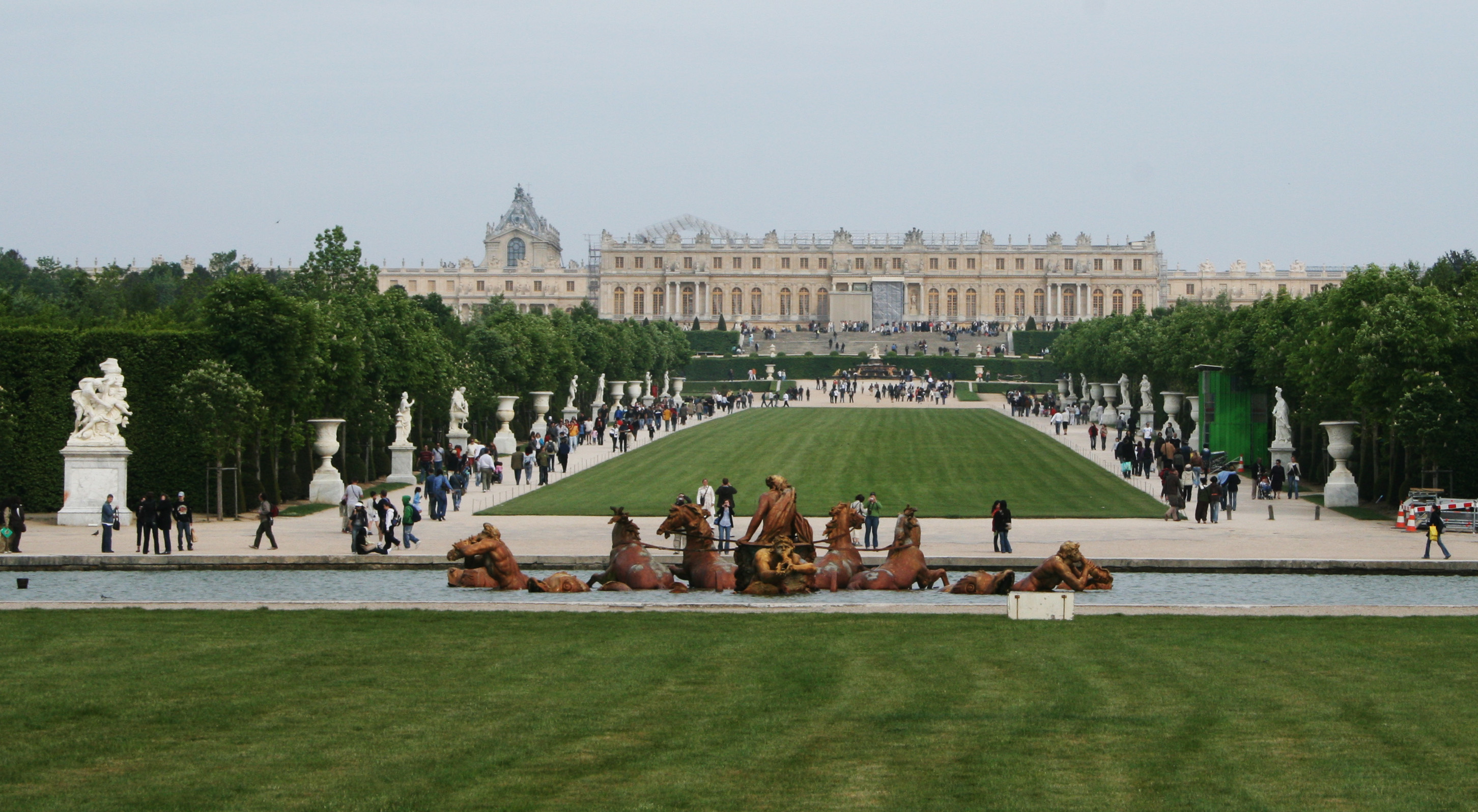
A moderna Versalhes, 2007
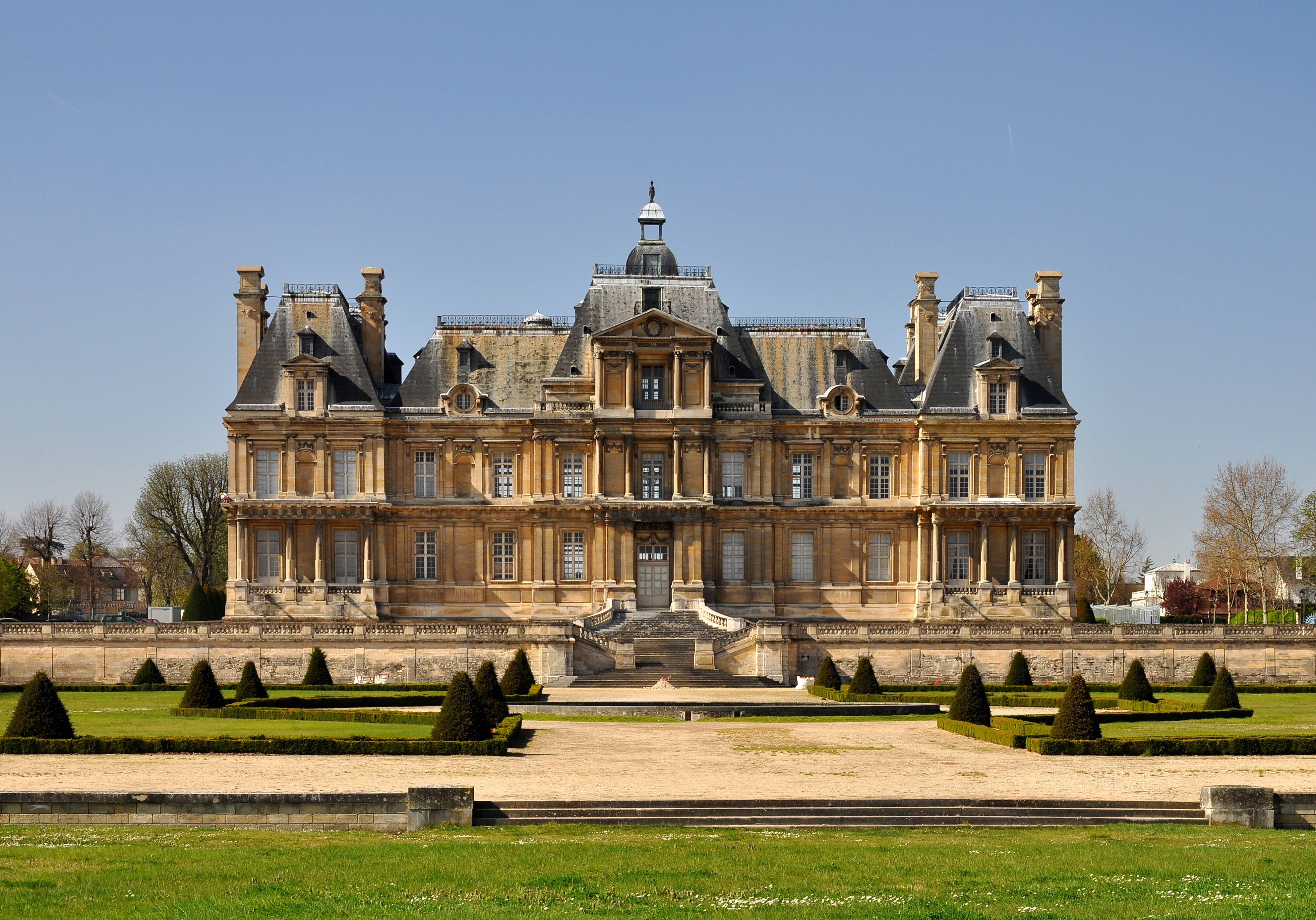
Castelo de Maisons-Laffitte
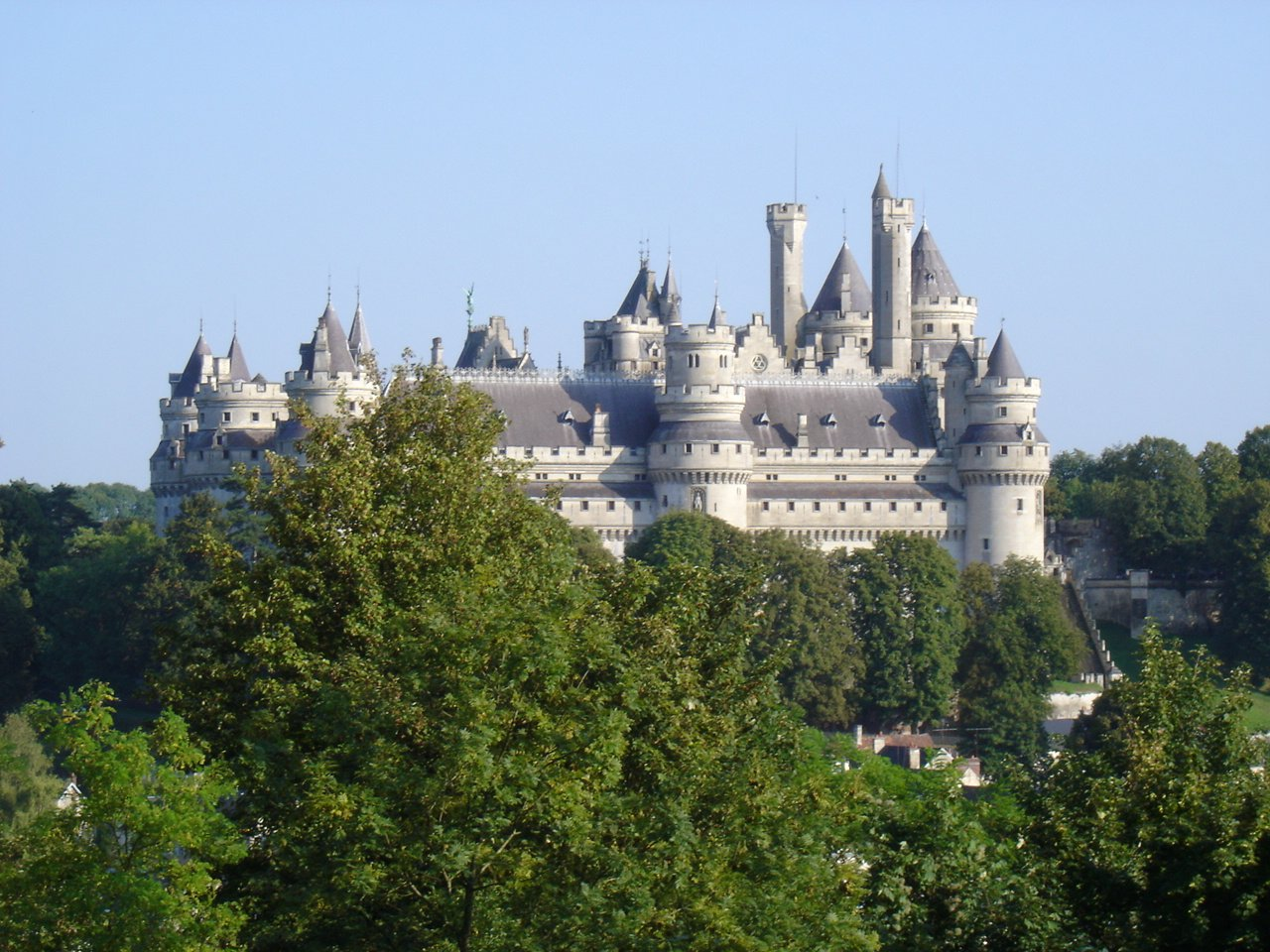
Castelo de Pierrefonds
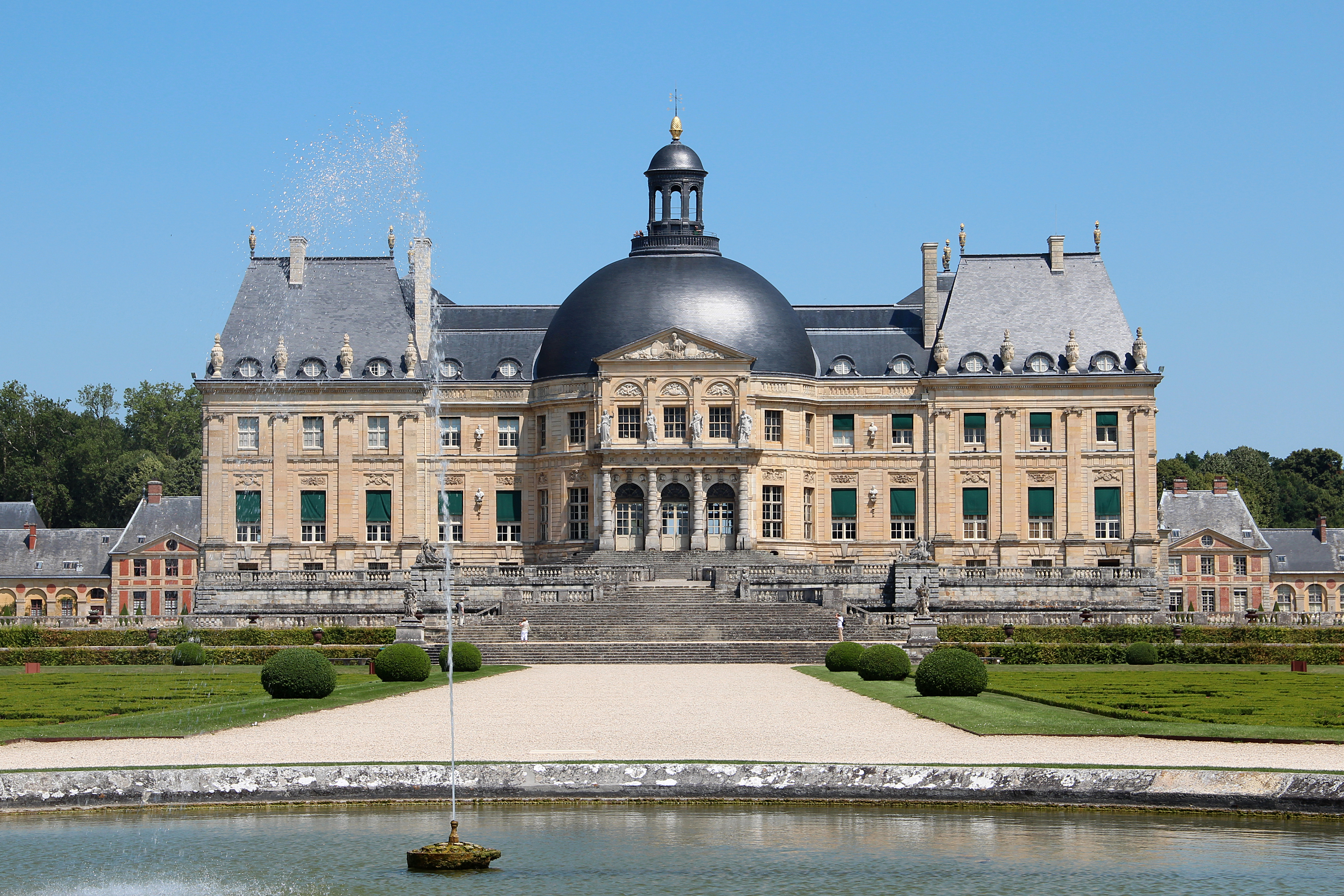
Castelo de Vaux-le-Vicomte